# Hans Hesse der Jüngere

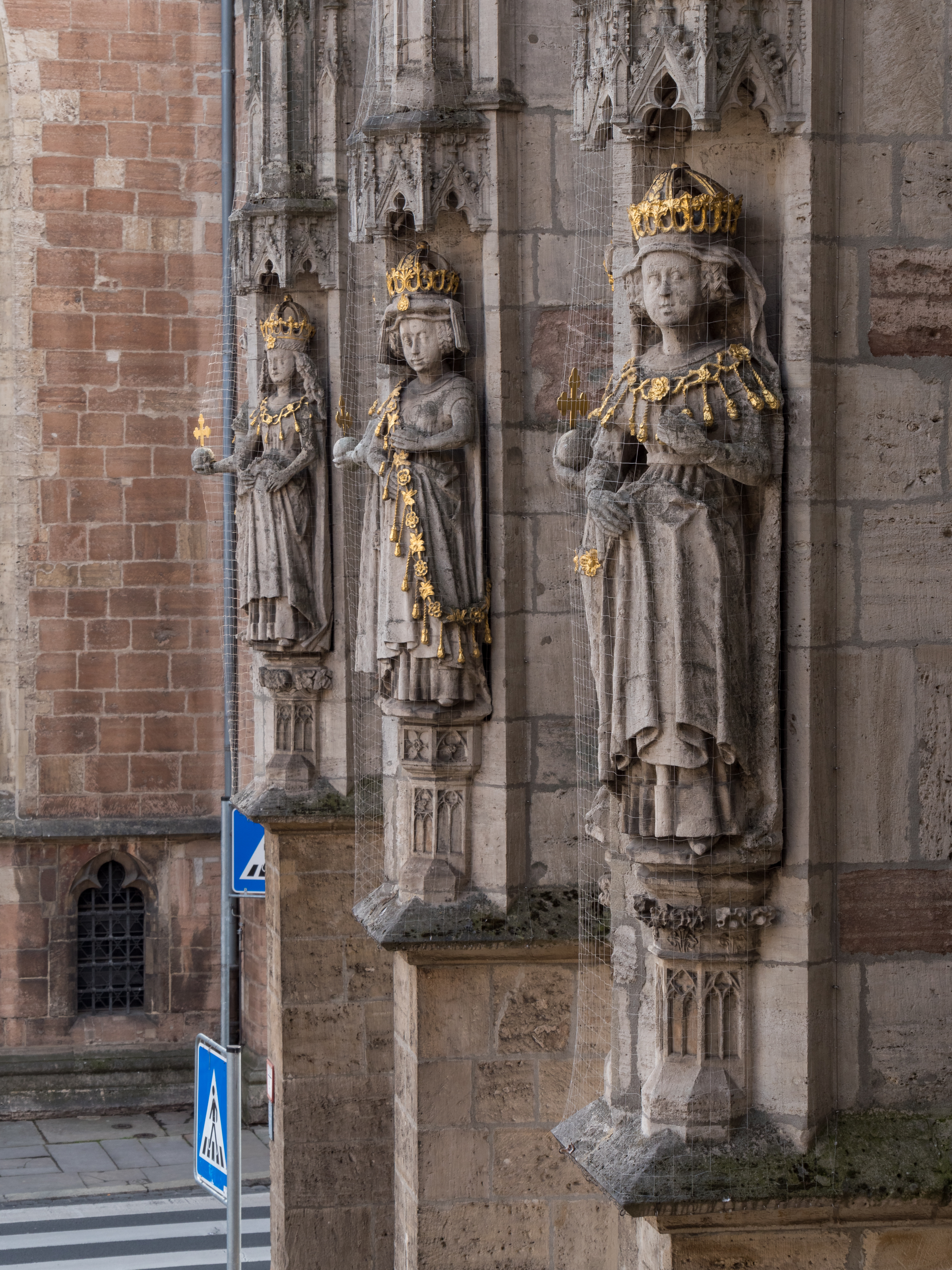
Einige der von Hesse geschaffenen Skulpturen an der Ostseite des Altstadtrathauses

Hans Hesse, genannt der Jüngere (d. J.), war ein Bildhauer, der in Braunschweig in der Mitte des 15. Jahrhunderts am Übergang vom Spätmittelalter zur frühen Neuzeit nachgewiesen werden kann. Seine genauen Lebensdaten sind unbekannt.

## Leben und Werk
Es wird vermutet, dass Hans Hesse der Jüngere  ein Sohn von Hans Hesse dem Älteren ist. Auch die Lebensdaten von Hans Hesse d. Ä. sind unbekannt, er ist ebenfalls im Braunschweig des späten 14. Jahrhunderts als Bildhauer nachweisbar.
Hans Hesse d.J. gilt als (einer von evtl. zwei) Bildhauer(n) der 17 lebensgroßen Herrscherfiguren an der Ost- und Südseite des Altstadtrathauses im historischen Weichbild Altstadt in Braunschweig. Die 17 Männer- und Frauenstandbilder, Abbilder ottonischer und welfischer Herrscher und deren Ehefrauen wurden aus Kalksandstein aus dem Elm, einem Höhenzug ca. 25 km südöstlich von Braunschweig, gefertigt und entstanden zwischen 1455 und 1468. Sie zieren seither den Laubengang des Rathauses.